# 대한민국 형법 제230조
대한민국 형법 제230조는 공문서 등의 부정행사에 대한 형법각칙의 조문이다. 외국인이 한국 밖에서 이 범죄를 저지르더라도 예외적으로 처벌하고 있다

## 조문
제230조(공문서 등의 부정행사) 공무원 또는 공무소의 문서 또는 도화를 부정 행사한 자는 2년 이하의 징역이나 금고 또는 500만원 이하의 벌금에 처한다.

第230條(公文書 等의 不正行使) 公務員 또는 公務所의 文書 또는 圖畵를 不正 行使한 者는 2年 以下의 懲役이나 禁錮 또는 500萬원 以下의 罰金에 處한다.

## 사례
- 甲은 乙의 운전면허증을 습득하여 휴대하고 물건을 구입함에 있어서 신분확인을 위해 주민등록증의 제시를 요구받고 그 운전면허증을 제시하면 공문서부정사용죄가 성립한다[2]

## 판례
- 운전면허증은 운전면허를 받은 사람이 운전면허시험에 합격하여 자동차의 운전이 허락된 사람임을 증명하는 공문서로서, 운전면허증에 표시된 사람이 바로 그 사람이라는 '자격증명'과 이를 지니고 있으면서 내보이는 사람이 바로 그 사람이라는 '동일인증명'의 기능을 동시에 가지고 있으므로, 운전면허증을 제시한 행위에 있어 동일인증명의 측면은 도외시하고, 그 사용목적이 자격증명으로만 한정되어 있다고 해석하는 것은 합리성이 없고, 인감증명법, 공직선거및선거부정방지법 등 여러 법령에 의한 신분확인절차에서도 운전면허증은 신분증명서의 하나로 인정되고 있으며, 주민등록법 자체도 주민등록증이 원칙적인 신분증명서이지만, 다른 문서의 신분증명서로서의 기능을 예상하고 있으며 한편, 우리 사회에서 운전면허증을 발급 받을 수 있는 연령의 사람들 중 절반 이상이 운전면허증을 가지고 있고, 특히 경제활동에 종사하는 사람들의 경우에는 그 비율이 훨씬 더 이를 앞지르고 있으며, 금융기관과의 거래에 있어서도 운전면허증에 의한 실명확인이 인정되고 있는 등 현실적으로 운전면허증은 주민등록증과 대등한 신분증명서로 널리 사용되고 있으므로 제3자로부터 신분확인을 위하여 신분증명서의 제시를 요구받고 다른 사람의 운전면허증을 제시한 행위는 그 사용목적에 따른 행사로서 공문서부정행사죄에 해당한다고 보는 것이 옳다.[3]

- 형법 제230조의 공문서부정행사죄는 공무원 또는 공무소의 문서 또는 도화를 부정

행사함으로써 성립하는 죄로 추상적 위험범에 해당한다.

## 참고문헌
윤영철 ( Yoon Young Cheol ). "판례평석 : 형법 제230조(공문서부정행사죄)에 있어서 부정행사의 개념." 비교형사법연구 5.1 (2003): 649-666.

## 같이 보기
- 공문서부정행사죄